# چانگان ایدو
چانگان ایدو یک خودروی کامپکت ساخت شرکت چانگان است. این خودرو از سال ۲۰۱۲ تا کنون در دو نسل تولید گردیده‌است. نسل اول این خودرو توسط سایپا از سال ۱۳۹۴ تا ۱۳۹۶ در ایران مونتاژ گردید.
نسل اول این خودرو در سال ۲۰۱۲ معرفی شد.
این خودرو در مرکز طراحی ایتالیایی چانگان طراحی شده‌است و چانگان سی اس ۳۵ نیز براساس همین خودرو طراحی گردیده‌است.

## نسل دوم
نسل دوم این خودرو در سال ۲۰۱۸ معرفی شد.
این خودرو از موتورهای ۱٫۵ لیتری با ۱۷۰ اسب بخار و گیربکس دو کلاچه و ۱٫۶ لیتری با ۱۲۵ اسب بخار و گیربکس دستی بهره می‌برد.

## چانگان Eado EV (ایدو برقی)
چانگان ایدوی برقی که با نام تجاری EV460 نسخه برقی از نسل دوم چانگان ایدو است که از سال 2018 وارد بازار شده هرچند که این خودرو در بازار چین با چهره جدید و دو پیشرانه 1.4 لیتری توربوشارژ بنزینی یا 1.6 لیتری تنفس طبیعی بنزینی نیز به فروش می‌رسد.
طول، عرض، ارتفاع و فاصله بین محورهای چانگان ایدو EV460 به ترتیب 4.74، 1.82، 1.53 و 2.7 متر اعلام شده است، که این خودرو را در ابعاد مشابه با جیلی جیومتری و کمی بزرگتر از نسل فعلی مزدا 3 نشان می‌دهد.
از جمله تجهیزات این سدان برقی می‌توان به رینگ‌های 17 اینچی، چراغ‌های هالوژنی جلو با دیلایت LED، کروزکنترل، ورود بدون کلید، استارت دکمه‌ای، صندلی‌های چرمی، صفحه پشت آمپر دیجیتال، نمایشگر لمسی 10 اینچی و شش بلندگو برای سیستم صوتی اشاره کرد.
این خودرو قرار است به صورت تاکسی و سواری شخصی توسط شرکت سایپا و با نام تجاری اوشان ای‌۲ توسط کریمان موتور وارد بازار خودروی ایران شود.